# Jouko Kunnas

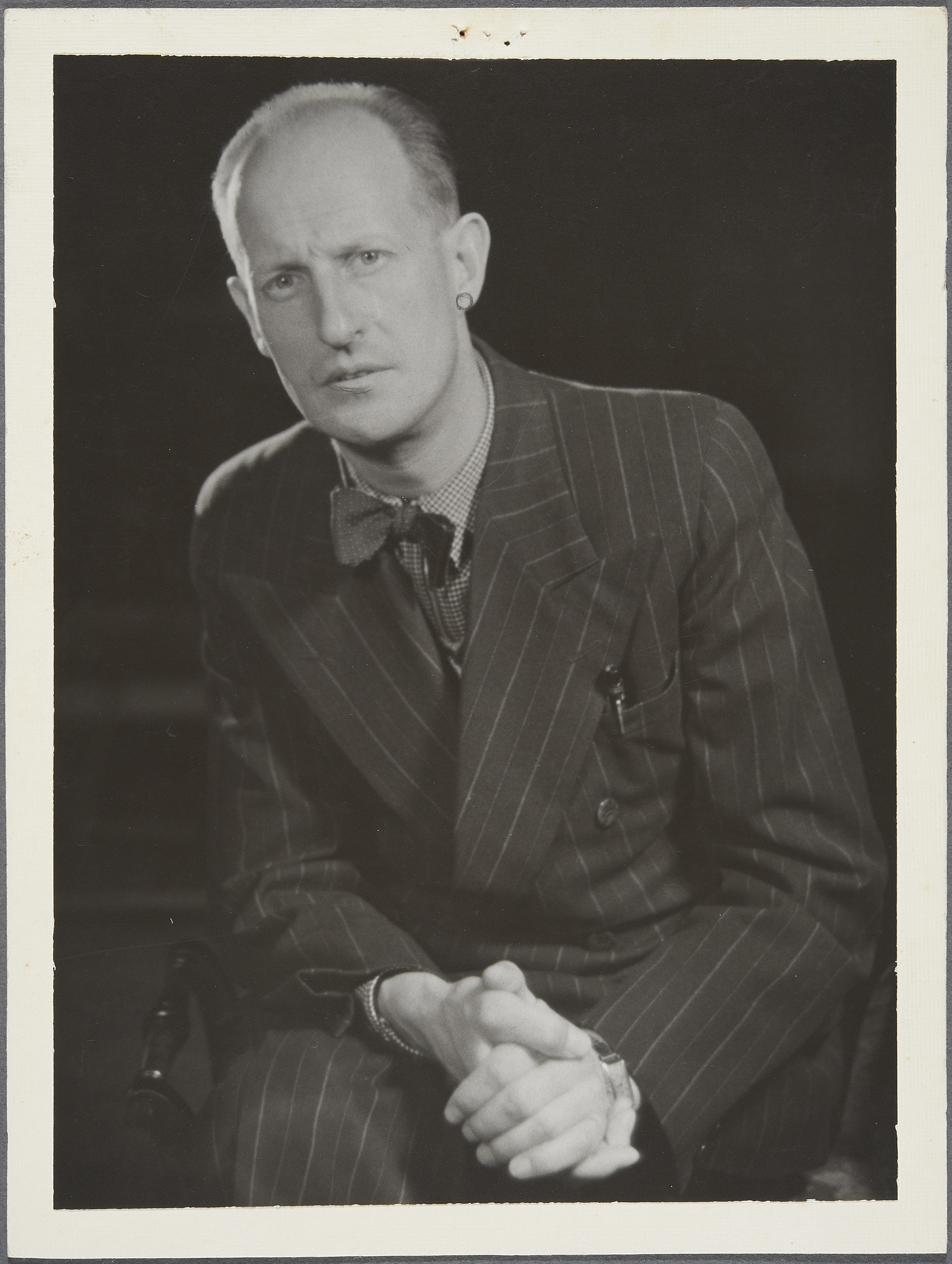
Jouko Kunnas under 1940-talet.

Jouko Osmo Tapio Kunnas, född 4 augusti 1907 i Helsingfors, död där 25 juni 1970, var en finländsk organist och pianist.
Kunnas, som var son till verkställande direktören och läraren Johan Emil Kunnas och Anna Adolfine Esolinda Claesson, blev student 1927, studerade vid Helsingfors universitet 1927–1930, erhöll diplom i orgel- och pianospel vid Helsingfors konservatorium 1934 och avlade slutexamen vid Viborgs kyrkomusikinstitut samma år. Han företog studieresor till Sverige 1930, Paris 1934, Tyskland, Schweiz och Italien 1938 och Frankrike 1939. Han var tillförordnad organist i Gamla kyrkan och Storkyrkan i Helsingfors 1939–1941, organist i Tyska kyrkan i Helsingfors 1942–1946 och i Berghälls kyrka i Helsingfors från 1946. Han var sång- och musiklärare i Tehtaanpuiston yhteiskoulu i Helsingfors 1946–1954 och Kallion yhteiskoulu 1954–1963. Han höll orgel- och pianokonserter i Helsingfors och landsorten, var musikkritiker bland annat i tidningarna Suomen Sosialidemokraatti 1930–1933, Uusi Suomi 1933–1944, Suomen Musiikkilehti 1933–1944, Karjala 1944–1947 och Suomen Sosialidemokraatti från 1947. Han var sekreterare och ekonom för stiftelsen Martin Wegelius minne från 1938. Han blev director musices 1949.

### Uppslagsverk
- Kunnas, Jouko Osmo Tapio i Vem och vad 1967